# Таррагунес
Таррагуне́с — район (кумарка) Каталонії (кат. Tarragonès). Столиця району — м. Таррагона (кат. Tarragona). Межує з районами Баш-Панадес на сході, Ал-Камп на півночі та Баш-Камп на заході.

Див. також Коста Даураза

## Муніципалітети
- Ал-Каля (кат. Catllar, el) — населення 3.751 особа;
- Ал-Мурель (кат. Morell, el) — населення 2.855 осіб;
- Алс-Палярезус (кат. Pallaresos, els) — населення 3.538 осіб;
- Алтафулья (кат. Altafulla) — населення 4.415 осіб;
- Веспейя-де-Ґайя (кат. Vespella de Gaià) — населення 379 осіб;
- Білальонга-дал-Камп (кат. Vilallonga del Camp) — населення 1.631 особа;
- Біла-сека (кат. Vila-seca) — населення 18.678 осіб;
- Крешєль (кат. Creixell) — населення 2.952 особи;
- Кунстанті (кат. Constantí) — населення 6.183 особи;
- Ла Ноу де Ґайя (кат. Nou de Gaià, la) — населення 461 особа;
- Ла-Побла-да-Мафумет (кат. Pobla de Mafumet, la) — населення 1.734 особи;
- Ла-Побла-да-Монтурнес (кат. Pobla de Montornès, la) — населення 2.568 осіб;
- Ла-Рієра-да-Ґайя (кат. Riera de Gaià, la) — населення 1.679 осіб;
- Ла-Сакуїта (кат. Secuita, la) — населення 1.363 особи;
- Парафор (кат. Perafort) — населення 996 осіб;
- Ренау (кат. Renau) — населення 88 осіб;
- Роза-да-Бара (кат. Roda de Barà) — населення 5.586 осіб;
- Салоу (кат. Salou) — населення 23.398 осіб;
- Салумо (кат. Salomó) — населення 445 осіб;
- Таррагона (кат. Tarragona) — населення 134.163 особи;
- Торрадамбарра (кат. Torredembarra) — населення 14.524 особи.

## Фото та проект герба

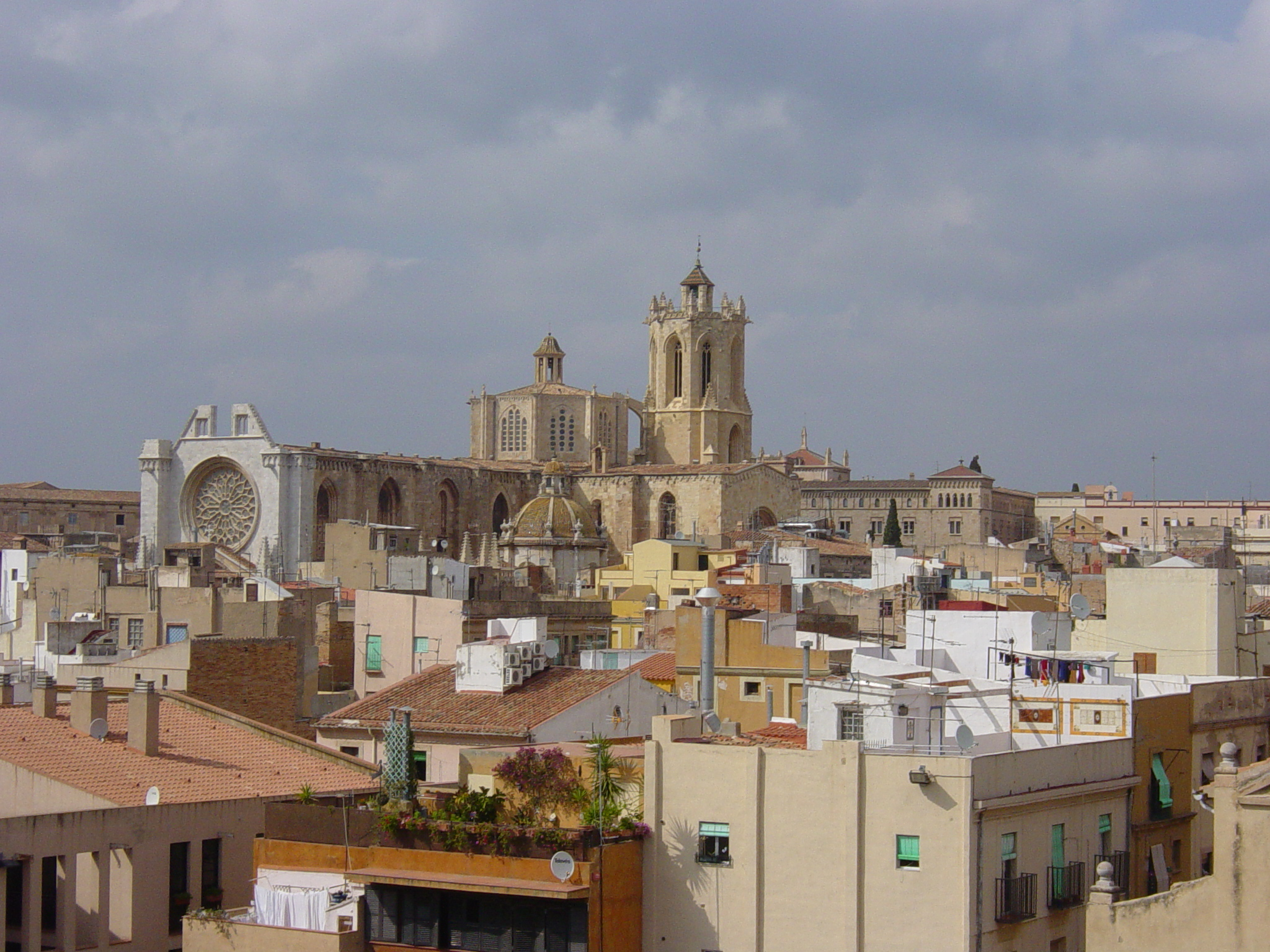
Кафедральний собор у м. Таррагона
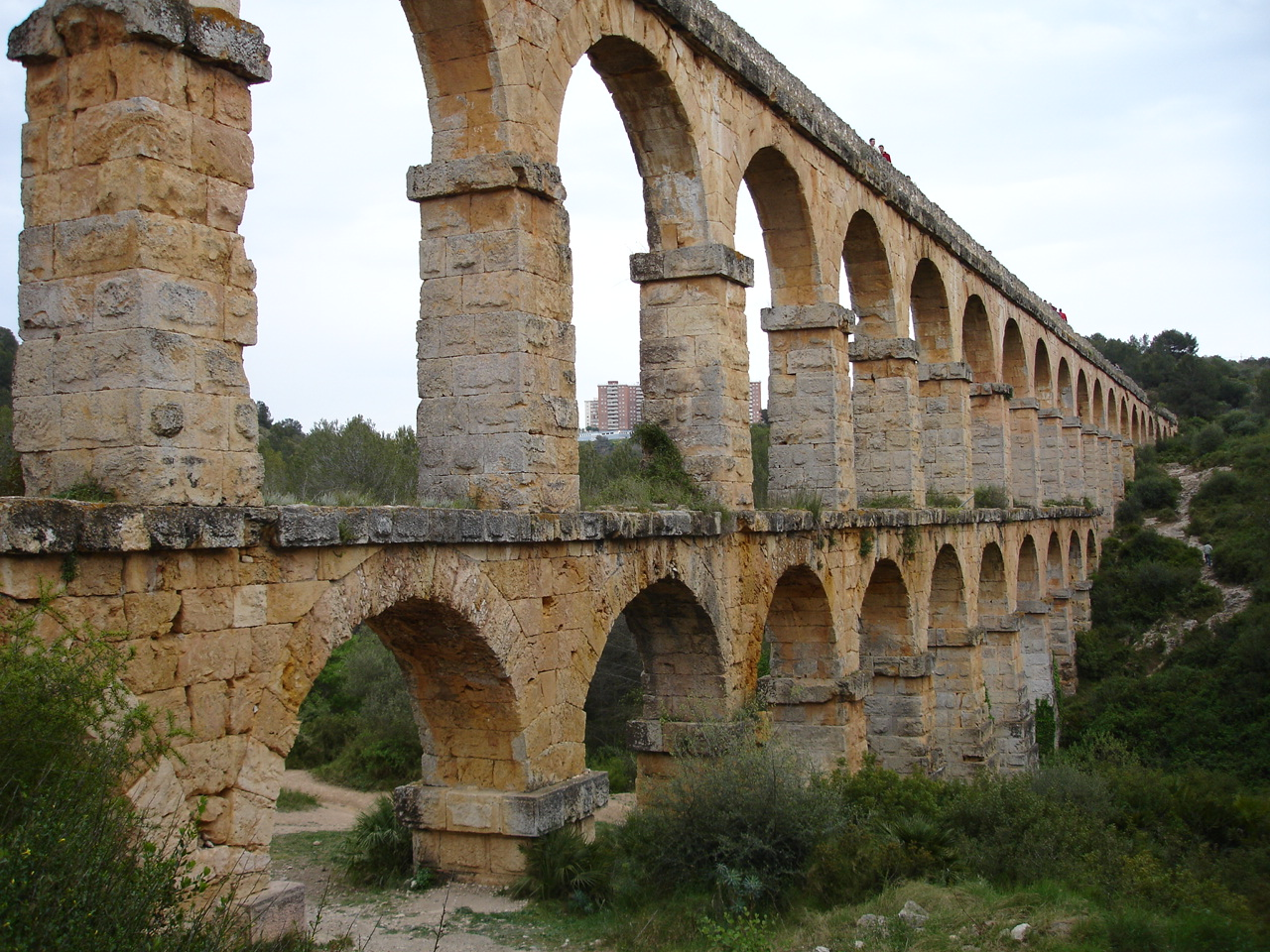
Акведук Лас Фаррерас
Неофіційний герб м. Таррагона
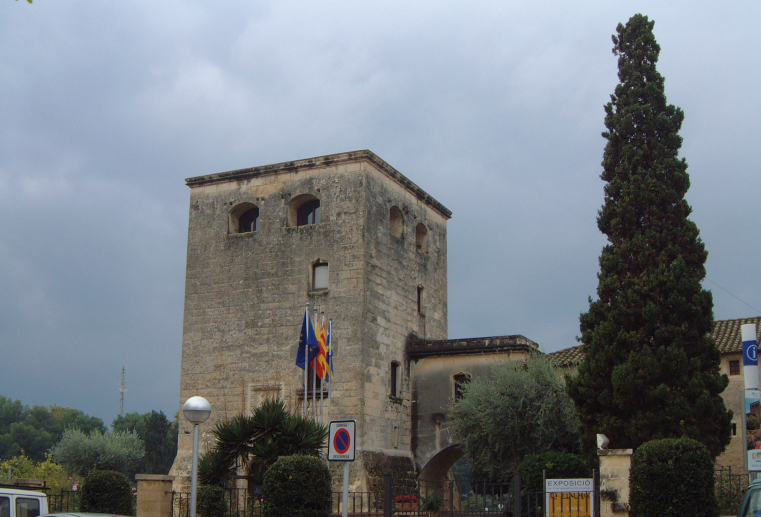
Стара вежа у м. Салоу